# Salbke
Salbke, Magdeburg-Salbke – dzielnica miasta Magdeburg w Niemczech, w kraju związkowym Saksonia-Anhalt.